# Synagoga Józefa Perły w Łodzi
Synagoga Józefa Perły w Łodzi – prywatny dom modlitwy znajdujący się w Łodzi przy ulicy Ogrodowej 12.
Synagoga została zbudowana w 1900 roku z inicjatywy Józefa Perły. Podczas II wojny światowej hitlerowcy zdewastowali synagogę.